# G.821
Die Empfehlung G.821 Error performance of an international digital connection operating at a bit rate below the primary rate and forming part of an Integrated Services Digital Network der ITU-T ist eine internationale Übereinkunft über die Übertragungsqualität von Leitungen des Telefonnetzes, die auch für die Übertragung digitaler Daten benutzt werden. Telefonleitungen sind, unabhängig davon, ob sie als Teilnehmeranschlussleitung im Ortsbereich verlegt sind, oder ob sie innerhalb des Netzes dem Auslandstelefonverkehr dienen, nicht immer für die Datenübertragung geeignet. Es mussten also technische Kriterien gefunden und vereinbart werden, mit denen man die Eignung einer Telefonleitung für die Datenübertragung beurteilen konnte, und außerdem Messverfahren, mit denen man diese Kriterien prüfen konnte. Als wichtigstes Kriterium einigte man sich auf die Bitfehlerhäufigkeit. Es wurde eine Übereinkunft erzielt, dass bei einer Bitfehlerhäufigkeit von 10−4 eine Leitung für die analoge Sprachübertragung durchaus noch geeignet ist, aber bei 10−3 eine Leitung vollends unbrauchbar wäre. Die Bitfehlerhäufigkeit von 10−3 wurde einem kompletten Signalausfall gleichgesetzt, bei dem statt des fehlerhaften Nutzsignals das Alarm Indication Signal (AIS) in die Leitung eingefügt wird.
Für die digitale Sprachübertragung im ISDN und für die Datenübertragung sollte die Übertragungsqualität einer Leitung aber so gut sein, dass Bitfehler mit einer Häufigkeit von weniger als 10−6 auftreten. Diese Kriterien und passende Qualitätsparameter wurden in der Empfehlung G.821 detailliert ausgearbeitet. Multiplexer und andere Geräte der digitalen Übertragungstechnik messen diese Parameter laufend und erfassen sie in einer (Performance)-Datenbank (MIB).

## Geschichtliches
Die ursprüngliche Empfehlung stammt aus dem Jahre 1980 und behandelte einen 64-kbit/s-Kanal des ISDNs. Da es die erste Qualitätsbeschreibung einer digitalen Leitung war, wurde sie auch für Geschwindigkeiten genutzt, für die sie nicht entwickelt wurde. Seit 1993 beschreibt die Empfehlung G.826 alle Geschwindigkeiten von 2 Mbit/s aufwärts, seit 2002 die G.821 alle darunter.

## Anwendung
Die G.821 ist eigentlich eine theoretische Abhandlung, wird aber weltweit praktisch genutzt. In der Erstfassung beschreibt sie eine Messung mit einem Prüftext auf der 27.500 km langen Internationalen hypothetischen Referenzleitung (Hypothetical Reference Digital Path). Die Messdauer ist nicht definiert (Original: A period of the order of any one month is suggested ...), die vorgeschlagene Zeit ist nicht anwendbar.
In der Praxis wird in der Regel die Leitungslänge vernachlässigt und eine eigene Messdauer benutzt.

## Prüftexte
Prüftexte in der synchronen Datenübertragung sind Bitmuster, die sich nach einer bestimmten Anzahl von Bits wiederholen. Da sie optisch wie eine willkürliche Zusammenstellung erscheinen, werden sie auch als Quasizufallsfolge (QZF) oder engl: Pseudo Random Text bezeichnet. Diese Prüfmuster sind aber nicht zufällig, sie beruhen auf mathematischen Formeln und können jederzeit nachvollzogen werden.
Es gibt mindestens zehn verschiedene benutzte Prüftexte. Obwohl es eine Normung gibt, besteht zwischen den Herstellern von Bitfehlermessgeräten keine Einigung über die Bitfolge, zum Beispiel 2047r (r = revers) oder 2047i (i = inverted).
Die Erzeugung dieser Bitmuster ist relativ einfach und wird auch als IC in Hardware angeboten.
Die G.821 schreibt keine Prüfmuster vor.
- In der ITU-T-Empfehlung O.152 wird für Geschwindigkeiten bis 2 Mbit/s ein Prüftext 211−1 = 2047 Bits empfohlen.
- O.151 und O.153 sind weitere internationale Empfehlungen zu Prüftexten bei unterschiedlichen Geschwindigkeiten.
- Prüftexte für eine asynchrone Datenübertragung siehe R.52.

## Fehlerauswertung
Da bei einer genügend langen Messdauer (Monate, siehe oben) immer Bitfehler entstehen können, werden diese toleriert.
Bewertungskriterien:
- Gestörte Sekunde (Fehlerhafte Sekunde, engl.: errored second, ES): Eine Sekunde Messzeit, in dem ein oder mehrere Bitfehler vorhanden sind.
  - Grenzwert: Weniger als 8 % der Messzeit
- Stark gestörte Sekunde (Unakzeptable Sekunde, engl.: severely errored second, SES): eine Sekunde mit einer Bitfehlerrate ≥ 1 · 10−3. Beispiel: Auf einer 64-kbit/s-Leitung sind 63 Bitfehler/s fehlerhaft; 64 gelten als unakzeptabel.
  - Grenzwert: Weniger als 0,2 % der Messzeit
- Beeinträchtigte Minute (engl.: degraded minute, DM): Diese Fehlerauswertung gab es in der ersten Ausgabe der G.821; sie war praktisch kaum nutzbar und wurde ersatzlos gestrichen. Sie ist aber bei älteren Bitfehlermessgeräten noch vorhanden.
  - Grenzwert: Weniger als 10 % der Messzeit

Aus diesen Werten werden in der Praxis Verhältnisse gebildet, zum Beispiel fehlerfreie zu gestörten Sekunden; es ergibt sich ein Qualitätsprofil der gemessenen Leitung am Zeitpunkt der Messung.